# Transelectrica
Transelectrica je rumunská energetická společnost. Majoritním akcionářem je stát, který vlastní 58 688 % akcií.  Společnost provozuje přenosovou soustavu sestávající z vedení 750 kV, 400 kV, 220 kV a 110 kV o celkové délce 8 834,4 km. Společnost byla založena v roce 2000 a sídlí v Bukurešti. Je členskou společností Evropské sítě provozovatelů přenosových soustav (ENTSO-E).

## Historie
První přenos elektřiny v Rumunsku se uskutečnil v roce 1882, kdy tříkilometrové vedení s porcelánovými izolátory a měděnými dráty spojilo královský palác Cotroceni a první elektrárnu v Bukurešti. Spolu s elektrárnou Sadu byly vybudovány dvě linky o napětí 4500 V do Sibu a Cisnadia.
Společnost vznikla v roce 2000 rozdělením Národního elektrárenského podniku na 4 části, nicméně již v roce 1955 byl zřízen národní energetický dispečink, který pracoval pro přenosovou soustavu do 110 kV, v roce 1958 byla zřízena národní energetická soustava.

## Přenosová soustava
Celková dodávka elektřiny do přenosové soustavy v roce 2019 činila 57,5 TWh, spotřeba byla 56,0 TWh.
Transelectrica má následující délky vedení:
- 750 kV: 3,1 km
- 400 kV: 4 915,2 km
- 220 kV: 3 875,6 km
- 110 kV: 40,4 km

Celková kapacita 216 transformátorů přenosové sítě je 38058 MVA.
Transelectrica plánuje dokončit 400 kV okruh vedení kolem Rumunska, jehož cílem je propojit západní část země.

### Přeshraniční spojení
Společnost má tato přeshraniční spojení:
- Maďarsko (MAVIR): 2x400 kV (1x400 kV plánované)
- Srbsko: 1x400 kV (2x400 kV plánované)
- Bulharsko: 4x400 kV (1x750 kV vedení je v provozu jako 400kV)
- Moldavsko: 1x400 kV (1x400 kV plánované)
- Ukrajina: 1x400 kV (1x750 kV vedení je nepoužívané)

### Vedení 750 kV
V roce 1986 bylo vybudováno vedení 750 kV spojující Ukrajinu a Rumunsko přes Moldavsko. Od poloviny 90. let je trať nefunkční a bylo by obtížné ji opravit. Vzdálenost mezi stanicemi Primorska (UA) a Isaccea (RO) je přibližně 260 km. Nefunkčnost vedení souvisí s přechodem Rumunska do systému ENTSO-E. V říjnu 2007 byla založena ukrajinsko-maďarská společnost, která měla část vedení obnovit, ale v roce 2012 ukončila činnost a vedení bylo později vráceno do ukrajinské přenosové soustavy. Existuje plán na výstavbu vedení 2x400 kV, které by nahradilo nefunkční vedení 750 kV.
Vedení 750 kV pokračovalo do bulharské stanice Varna. V současné době se používá na napěťové hladině 400 kV.

## Galerie
- Vedení 400 kV Tulcea-Constanța
- Vedení 400 kV Brașov–Ploiești
- Vedení v okrese Călărași